# آب‌انبار دربریگ
آب‌انباردربریگ مربوط به دوره صفوی است و در آران و بیدگل، خیابان ۲۲ بهمن، محله درب ریگ، میدان دربریگ واقع شده و این اثر در تاریخ ۶ اسفند ۱۳۸۵ با شمارهٔ ثبت ۱۷۴۹۰ به‌عنوان یکی از آثار ملی ایران به ثبت رسیده است.